# القناة الإسرائيلية الأولى
القناة الإسرائيلية الأولى هي واحدة من اقدم المحطات التلفزية في إسرائيل.